# Rhizohypnum plumosum
Rhizohypnum plumosum là một loài Rêu trong họ Hypnaceae. Loài này được (Herzog) Herzog mô tả khoa học đầu tiên năm 1916.